# Znamienskoje (rejon suchołoski)
Znamienskoje (ros. Знаменское) – wieś (sieło) w Rosji, w obwodzie swierdłowskim, w rejonie suchołoskim. W 2010 liczyła 1427 mieszkańców.